# Puchar Świata w biegach narciarskich 2019/2020
Sezon 2019/2020 Pucharu Świata w biegach narciarskich rozpoczął się 29 listopada w fińskim ośrodku narciarskim Ruka nieopodal miejscowości Kuusamo, a zakończył się 8 marca w norweskiskim Oslo. Z powodu pandemii COVID-19 nie rozegrano mających zakończyć sezon zawodów w Kanadzie i Stanach Zjednoczonych.
Obrończynią Pucharu Świata wśród kobiet była Norweżka Ingvild Flugstad Østberg, a wśród mężczyzn, jej rodak Johannes Høsflot Klæbo.
Najważniejszą imprezą sezonu była próba przed Mistrzostwami świata, która została rozegrana w dniach 25–26 stycznia 2020 roku w niemieckim Oberstdorfie.

## Kalendarz i wyniki

### Kobiety
| Lp.                                             | Miejscowość                                 | Dystans                                     | Data                                        | Szczegóły | 1. miejsce                                                                         | 2. miejsce                                                                                    | 3. miejsce                                                               |
| ----------------------------------------------- | ------------------------------------------- | ------------------------------------------- | ------------------------------------------- | --------- | ---------------------------------------------------------------------------------- | --------------------------------------------------------------------------------------------- | ------------------------------------------------------------------------ |
| Ruka Triple (29 listopada – 1 grudnia 2019)     |                                             |                                             |                                             |           |                                                                                    |                                                                                               |                                                                          |
|                                                 | Ruka                                        | Sprint s. klasycznym                        | 29 listopada 2019                           | szczegóły | Maiken Caspersen Falla                                                             | Jonna Sundling                                                                                | Sadie Maubet Bjornsen                                                    |
|                                                 | Ruka                                        | 10 km s. klasycznym                         | 30 listopada 2019                           | szczegóły | Therese Johaug                                                                     | Krista Pärmäkoski                                                                             | Natalja Niepriajewa                                                      |
|                                                 | Ruka                                        | 10 km s. dowolnym (bieg pościgowy)          | 1 grudnia 2019                              | szczegóły | Therese Johaug                                                                     | Heidi Weng                                                                                    | Jessica Diggins                                                          |
| 1.                                              | Ruka Triple – klasyfikacja końcowa          | Ruka Triple – klasyfikacja końcowa          | Ruka Triple – klasyfikacja końcowa          | szczegóły | Therese Johaug                                                                     | Heidi Weng                                                                                    | Astrid Jacobsen                                                          |
| 2.                                              | Lillehammer                                 | 15 km (bieg łączony)                        | 7 grudnia 2019                              | szczegóły | Therese Johaug                                                                     | Jessica Diggins                                                                               | Heidi Weng                                                               |
| 3.                                              | Lillehammer                                 | Sztafeta 4 × 5 km                           | 8 grudnia 2019                              | szczegóły | Norwegia I Maiken Caspersen Falla · Astrid Jacobsen · Therese Johaug · Heidi Weng  | Stany Zjednoczone I Sophie Caldwell · Sadie Maubet Bjornsen · Rosie Brennan · Jessica Diggins | Szwecja Emma Ribom · Elina Rönnlund · Charlotte Kalla · Moa Lundgren     |
| 4.                                              | Davos                                       | Sprint s. dowolnym                          | 14 grudnia 2019                             | szczegóły | Linn Svahn                                                                         | Maiken Caspersen Falla                                                                        | Sophie Caldwell                                                          |
| 5.                                              | Davos                                       | 10 km s. dowolnym                           | 15 grudnia 2019                             | szczegóły | Therese Johaug                                                                     | Heidi Weng                                                                                    | Jessica Diggins                                                          |
| 6.                                              | Planica                                     | Sprint s. dowolnym                          | 21 grudnia 2019                             | szczegóły | Jonna Sundling                                                                     | Stina Nilsson                                                                                 | Julia Kern                                                               |
| 7.                                              | Planica                                     | Sprint drużynowy s. dowolnym                | 22 grudnia 2019                             | szczegóły | Szwecja II Maja Dahlqvist · Linn Svahn                                             | Szwecja I Stina Nilsson · Jonna Sundling                                                      | Szwajcaria Laurien van der Graaff · Nadine Fähndrich                     |
| Tour de Ski (28 grudnia 2019 – 5 stycznia 2020) |                                             |                                             |                                             |           |                                                                                    |                                                                                               |                                                                          |
|                                                 | Lenzerheide                                 | 10 km s. dowolnym (start masowy)            | 28 grudnia 2019                             | szczegóły | Therese Johaug                                                                     | Heidi Weng                                                                                    | Ebba Andersson                                                           |
|                                                 | Lenzerheide                                 | Sprint s. dowolnym                          | 29 grudnia 2019                             | szczegóły | Anamarija Lampič                                                                   | Maiken Caspersen Falla                                                                        | Natalja Niepriajewa                                                      |
|                                                 | Toblach                                     | 10 km s. dowolnym                           | 31 grudnia 2019                             | szczegóły | Therese Johaug                                                                     | Ingvild Flugstad Østberg                                                                      | Ebba Andersson                                                           |
|                                                 | Toblach                                     | 10 km s. klasycznym (bieg pościgowy)        | 1 stycznia 2020                             | szczegóły | Ingvild Flugstad Østberg                                                           | Therese Johaug                                                                                | Heidi Weng                                                               |
|                                                 | Val di Fiemme                               | 10 km s. klasycznym (start masowy)          | 3 stycznia 2020                             | szczegóły | Astrid Jacobsen                                                                    | Ebba Andersson                                                                                | Katharina Hennig                                                         |
|                                                 | Val di Fiemme                               | Sprint s. klasycznym                        | 4 stycznia 2020                             | szczegóły | Anamarija Lampič                                                                   | Astrid Jacobsen                                                                               | Jessica Diggins                                                          |
|                                                 | Val di Fiemme                               | 10 km s. dowolnym (start masowy)            | 5 stycznia 2020                             | szczegóły | Therese Johaug                                                                     | Heidi Weng                                                                                    | Ingvild Flugstad Østberg                                                 |
| 8.                                              | Tour de Ski – klasyfikacja końcowa          | Tour de Ski – klasyfikacja końcowa          | Tour de Ski – klasyfikacja końcowa          | szczegóły | Therese Johaug                                                                     | Natalja Niepriajewa                                                                           | Ingvild Flugstad Østberg                                                 |
| 9.                                              | Drezno                                      | Sprint s. dowolnym                          | 11 stycznia 2020                            | szczegóły | Linn Svahn                                                                         | Anamarija Lampič                                                                              | Maja Dahlqvist                                                           |
| 10.                                             | Drezno                                      | Sprint drużynowy s. dowolnym                | 12 stycznia 2020                            | szczegóły | Szwecja I Maja Dahlqvist · Linn Svahn                                              | Szwajcaria I Laurien van der Graaff · Nadine Fähndrich                                        | Szwecja II Evelina Settlin · Linn Sömskar                                |
| 11.                                             | Nové Město na Moravě                        | 10 km s. dowolnym                           | 18 stycznia 2020                            | szczegóły | Therese Johaug                                                                     | Natalja Niepriajewa                                                                           | Heidi Weng                                                               |
| 12.                                             | Nové Město na Moravě                        | 10 km s. klasycznym (bieg pościgowy)        | 19 stycznia 2020                            | szczegóły | Therese Johaug                                                                     | Natalja Niepriajewa                                                                           | Ingvild Flugstad Østberg                                                 |
| 13.                                             | Oberstdorf                                  | 15 km (bieg łączony)                        | 25 stycznia 2020                            | szczegóły | Therese Johaug                                                                     | Ingvild Flugstad Østberg                                                                      | Teresa Stadlober                                                         |
| 14.                                             | Oberstdorf                                  | Sprint s. klasycznym                        | 26 stycznia 2020                            | szczegóły | Natalja Niepriajewa                                                                | Anamarija Lampič                                                                              | Jessica Diggins                                                          |
| 15.                                             | Falun                                       | Sprint s. klasycznym                        | 8 lutego 2020                               | szczegóły | Linn Svahn                                                                         | Natalja Niepriajewa                                                                           | Jonna Sundling                                                           |
| 16.                                             | Falun                                       | 10 km s. dowolnym (start masowy)            | 9 lutego 2020                               | szczegóły | Therese Johaug                                                                     | Ebba Andersson                                                                                | Heidi Weng                                                               |
| Ski Tour (15 – 23 lutego 2020)                  |                                             |                                             |                                             |           |                                                                                    |                                                                                               |                                                                          |
|                                                 | Östersund                                   | 10 km s. dowolnym                           | 15 lutego 2020                              | szczegóły | Therese Johaug                                                                     | Heidi Weng                                                                                    | Ingvild Flugstad Østberg                                                 |
|                                                 | Östersund                                   | 10 km s. klasycznym (bieg pościgowy)        | 16 lutego 2020                              | szczegóły | Therese Johaug                                                                     | Heidi Weng                                                                                    | Ingvild Flugstad Østberg                                                 |
|                                                 | Åre                                         | Sprint s. dowolnym                          | 18 lutego 2020                              | szczegóły | Therese Johaug                                                                     | Heidi Weng                                                                                    | Astrid Jacobsen                                                          |
|                                                 | Meråker                                     | 34 km s. dowolnym (start masowy)            | 20 lutego 2020                              | szczegóły | Therese Johaug                                                                     | Ingvild Flugstad Østberg                                                                      | Heidi Weng                                                               |
|                                                 | Trondheim                                   | Sprint s. klasycznym                        | 22 lutego 2020                              | szczegóły | Maiken Caspersen Falla                                                             | Jonna Sundling                                                                                | Nadine Fähndrich                                                         |
|                                                 | Trondheim                                   | 15 km s. klasycznym (bieg pościgowy)        | 23 lutego 2020                              | szczegóły | Therese Johaug                                                                     | Astrid Jacobsen                                                                               | Krista Pärmäkoski                                                        |
| 17.                                             | Ski Tour – klasyfikacja końcowa             | Ski Tour – klasyfikacja końcowa             | Ski Tour – klasyfikacja końcowa             | szczegóły | Therese Johaug                                                                     | Heidi Weng                                                                                    | Ingvild Flugstad Østberg                                                 |
| 18.                                             | Lahti                                       | 10 km s. klasycznym                         | 29 lutego 2020                              | szczegóły | Therese Johaug                                                                     | Ebba Andersson                                                                                | Krista Pärmäkoski                                                        |
| 19.                                             | Lahti                                       | Sztafeta 4 × 5 km                           | 1 marca 2020                                | szczegóły | Norwegia Tiril Udnes Weng · Ingvild Flugstad Østberg · Therese Johaug · Heidi Weng | Finlandia I Johanna Matintalo · Kerttu Niskanen · Laura Mononen · Krista Pärmäkoski           | Szwecja Charlotte Kalla · Frida Karlsson · Rebecca Öhrn · Maja Dahlqvist |
| 20.                                             | Konnerud                                    | Sprint s. dowolnym                          | 4 marca 2020                                | szczegóły | Jonna Sundling                                                                     | Nadine Fähndrich                                                                              | Linn Svahn                                                               |
| 21.                                             | Oslo                                        | 30 km s. klasycznym (start masowy)          | 7 marca 2020                                | szczegóły | Frida Karlsson                                                                     | Therese Johaug                                                                                | Ebba Andersson                                                           |
| Sprint Tour (14 – 17 marca 2020)                |                                             |                                             |                                             |           |                                                                                    |                                                                                               |                                                                          |
|                                                 | Québec                                      | Sprint s. klasycznym                        | 14 marca 2020                               | szczegóły | odwołany                                                                           | odwołany                                                                                      | odwołany                                                                 |
|                                                 | Québec                                      | Sprint s. dowolnym                          | 15 marca 2020                               | szczegóły | odwołany                                                                           | odwołany                                                                                      | odwołany                                                                 |
|                                                 | Minneapolis                                 | Sprint s. dowolnym                          | 17 marca 2020                               | szczegóły | odwołany                                                                           | odwołany                                                                                      | odwołany                                                                 |
| 22.                                             | Sprint Tour – klasyfikacja końcowa          | Sprint Tour – klasyfikacja końcowa          | Sprint Tour – klasyfikacja końcowa          | szczegóły | odwołany                                                                           | odwołany                                                                                      | odwołany                                                                 |
| Finał Pucharu Świata (20 – 22 marca 2020)       |                                             |                                             |                                             |           |                                                                                    |                                                                                               |                                                                          |
|                                                 | Canmore                                     | 10 km s. dowolnym (start masowy)            | 20 marca 2020                               | szczegóły | odwołany                                                                           | odwołany                                                                                      | odwołany                                                                 |
|                                                 | Canmore                                     | 10 km s. klasycznym (bieg pościgowy)        | 21 marca 2020                               | szczegóły | odwołany                                                                           | odwołany                                                                                      | odwołany                                                                 |
|                                                 | Canmore                                     | Sztafeta mieszana 2x5 km + 2x7,5 km         | 22 marca 2020                               | szczegóły | odwołany                                                                           | odwołany                                                                                      | odwołany                                                                 |
| 23.                                             | Finał Pucharu Świata – klasyfikacja końcowa | Finał Pucharu Świata – klasyfikacja końcowa | Finał Pucharu Świata – klasyfikacja końcowa | szczegóły | odwołany                                                                           | odwołany                                                                                      | odwołany                                                                 |
| Zakończenie Sezonu 2019/2020                    |                                             |                                             |                                             |           |                                                                                    |                                                                                               |                                                                          |

### Mężczyźni
| Lp.                                             | Miejscowość                                 | Dystans                                     | Data                                        | Szczegóły | 1. miejsce                                                                        | 2. miejsce                                                                    | 3. miejsce                                                                              |
| ----------------------------------------------- | ------------------------------------------- | ------------------------------------------- | ------------------------------------------- | --------- | --------------------------------------------------------------------------------- | ----------------------------------------------------------------------------- | --------------------------------------------------------------------------------------- |
| Ruka Triple (29 listopada – 1 grudnia 2019)     |                                             |                                             |                                             |           |                                                                                   |                                                                               |                                                                                         |
|                                                 | Ruka                                        | Sprint s. klasycznym                        | 29 listopada 2019                           | szczegóły | Johannes Høsflot Klæbo                                                            | Pål Golberg                                                                   | Richard Jouve                                                                           |
|                                                 | Ruka                                        | 15 km s. klasycznym                         | 30 listopada 2019                           | szczegóły | Iivo Niskanen                                                                     | Johannes Høsflot Klæbo                                                        | Emil Iversen                                                                            |
|                                                 | Ruka                                        | 15 km s. dowolnym (bieg pościgowy)          | 1 grudnia 2019                              | szczegóły | Hans Christer Holund                                                              | Sjur Røthe                                                                    | Emil Iversen                                                                            |
| 1.                                              | Ruka Triple – klasyfikacja końcowa          | Ruka Triple – klasyfikacja końcowa          | Ruka Triple – klasyfikacja końcowa          | szczegóły | Johannes Høsflot Klæbo                                                            | Emil Iversen                                                                  | Iivo Niskanen                                                                           |
| 2.                                              | Lillehammer                                 | 30 km (bieg łączony)                        | 7 grudnia 2019                              | szczegóły | Aleksandr Bolszunow                                                               | Hans Christer Holund                                                          | Emil Iversen                                                                            |
| 3.                                              | Lillehammer                                 | Sztafeta 4 × 7,5 km                         | 8 grudnia 2019                              | szczegóły | Rosja II Iwan Jakimuszkin · Jewgienij Biełow · Ilja Poroszkin · Siergiej Ustiugow | Rosja I Andriej Łarkow · Ilja Semnikow · Dienis Spicow · Andriej Mielniczenko | Norwegia I Pål Golberg · Hans Christer Holund · Sjur Røthe · Finn Hågen Krogh           |
| 4.                                              | Davos                                       | Sprint s. dowolnym                          | 14 grudnia 2019                             | szczegóły | Johannes Høsflot Klæbo                                                            | Lucas Chanavat                                                                | Håvard Solås Taugbøl                                                                    |
| 5.                                              | Davos                                       | 15 km s. dowolnym                           | 15 grudnia 2019                             | szczegóły | Simen Hegstad Krüger                                                              | Siergiej Ustiugow                                                             | Dario Cologna                                                                           |
| 6.                                              | Planica                                     | Sprint s. dowolnym                          | 21 grudnia 2019                             | szczegóły | Lucas Chanavat                                                                    | Federico Pellegrino                                                           | Erik Valnes                                                                             |
| 7.                                              | Planica                                     | Sprint drużynowy s. dowolnym                | 22 grudnia 2019                             | szczegóły | Norwegia I Sindre Bjørnestad Skar · Erik Valnes                                   | Norwegia II Gjøran Tefre · Håvard Solås Taugbøl                               | Finlandia I Ristomatti Hakola · Joni Mäki                                               |
| Tour de Ski (28 grudnia 2019 – 5 stycznia 2020) |                                             |                                             |                                             |           |                                                                                   |                                                                               |                                                                                         |
|                                                 | Lenzerheide                                 | 15 km s. dowolnym (start masowy)            | 28 grudnia 2019                             | szczegóły | Siergiej Ustiugow                                                                 | Johannes Høsflot Klæbo                                                        | Aleksandr Bolszunow                                                                     |
|                                                 | Lenzerheide                                 | Sprint s. dowolnym                          | 29 grudnia 2019                             | szczegóły | Johannes Høsflot Klæbo                                                            | Federico Pellegrino                                                           | Richard Jouve                                                                           |
|                                                 | Toblach                                     | 15 km s. dowolnym                           | 31 grudnia 2019                             | szczegóły | Siergiej Ustiugow                                                                 | Iwan Jakimuszkin                                                              | Aleksandr Bolszunow                                                                     |
|                                                 | Toblach                                     | 15 km s. klasycznym (bieg pościgowy)        | 1 stycznia 2020                             | szczegóły | Aleksandr Bolszunow                                                               | Siergiej Ustiugow                                                             | Iivo Niskanen                                                                           |
|                                                 | Val di Fiemme                               | 15 km s. klasycznym (start masowy)          | 3 stycznia 2020                             | szczegóły | Johannes Høsflot Klæbo                                                            | Siergiej Ustiugow                                                             | Aleksandr Bolszunow                                                                     |
|                                                 | Val di Fiemme                               | Sprint s. klasycznym                        | 4 stycznia 2020                             | szczegóły | Johannes Høsflot Klæbo                                                            | Siergiej Ustiugow                                                             | Aleksandr Bolszunow                                                                     |
|                                                 | Val di Fiemme                               | 10 km s. dowolnym (start masowy)            | 5 stycznia 2020                             | szczegóły | Simen Hegstad Krüger                                                              | Sjur Røthe                                                                    | Aleksandr Bolszunow                                                                     |
| 8.                                              | Tour de Ski – klasyfikacja końcowa          | Tour de Ski – klasyfikacja końcowa          | Tour de Ski – klasyfikacja końcowa          | szczegóły | Aleksandr Bolszunow                                                               | Siergiej Ustiugow                                                             | Johannes Høsflot Klæbo                                                                  |
| 9.                                              | Drezno                                      | Sprint s. dowolnym                          | 11 stycznia 2020                            | szczegóły | Lucas Chanavat                                                                    | Sindre Bjørnestad Skar                                                        | Johan Häggström                                                                         |
| 10.                                             | Drezno                                      | Sprint drużynowy s. dowolnym                | 12 stycznia 2020                            | szczegóły | Francja I Renaud Jay · Lucas Chanavat                                             | Szwecja I Marcus Grate · Johan Häggström                                      | Rosja I Andriej Krasnow · Gleb Rietiwych                                                |
| 11.                                             | Nové Město na Moravě                        | 15 km s. dowolnym                           | 18 stycznia 2020                            | szczegóły | Aleksandr Bolszunow                                                               | Iivo Niskanen                                                                 | Sjur Røthe                                                                              |
| 12.                                             | Nové Město na Moravě                        | 15 km s. klasycznym (bieg pościgowy)        | 19 stycznia 2020                            | szczegóły | Aleksandr Bolszunow                                                               | Johannes Høsflot Klæbo                                                        | Simen Hegstad Krüger                                                                    |
| 13.                                             | Oberstdorf                                  | 30 km (bieg łączony)                        | 25 stycznia 2020                            | szczegóły | Aleksandr Bolszunow                                                               | Simen Hegstad Krüger                                                          | Sjur Røthe                                                                              |
| 14.                                             | Oberstdorf                                  | Sprint s. klasycznym                        | 26 stycznia 2020                            | szczegóły | Johannes Høsflot Klæbo                                                            | Pål Golberg                                                                   | Erik Valnes                                                                             |
| 15.                                             | Falun                                       | Sprint s. klasycznym                        | 8 lutego 2020                               | szczegóły | Pål Golberg                                                                       | Erik Valnes                                                                   | Aleksandr Bolszunow                                                                     |
| 16.                                             | Falun                                       | 15 km s. dowolnym (start masowy)            | 9 lutego 2020                               | szczegóły | Aleksandr Bolszunow                                                               | Sjur Røthe                                                                    | Iwan Jakimuszkin                                                                        |
| Ski Tour (15 – 23 lutego 2020)                  |                                             |                                             |                                             |           |                                                                                   |                                                                               |                                                                                         |
|                                                 | Östersund                                   | 15 km s. dowolnym                           | 15 lutego 2020                              | szczegóły | Sjur Røthe                                                                        | Simen Hegstad Krüger                                                          | Finn Hågen Krogh                                                                        |
|                                                 | Östersund                                   | 15 km s. klasycznym (bieg pościgowy)        | 16 lutego 2020                              | szczegóły | Pål Golberg                                                                       | Aleksandr Bolszunow                                                           | Martin Løwstrøm Nyenget                                                                 |
|                                                 | Åre                                         | Sprint s. dowolnym                          | 18 lutego 2020                              | szczegóły | Johannes Høsflot Klæbo                                                            | Federico Pellegrino                                                           | Renaud Jay                                                                              |
|                                                 | Meråker                                     | 34 km s. dowolnym (start masowy)            | 20 lutego 2020                              | szczegóły | Aleksandr Bolszunow                                                               | Johannes Høsflot Klæbo                                                        | Emil Iversen                                                                            |
|                                                 | Trondheim                                   | Sprint s. klasycznym                        | 22 lutego 2020                              | szczegóły | Johannes Høsflot Klæbo                                                            | Pål Golberg                                                                   | Erik Valnes                                                                             |
|                                                 | Trondheim                                   | 30 km s. klasycznym (bieg pościgowy)        | 23 lutego 2020                              | szczegóły | Emil Iversen                                                                      | Iivo Niskanen                                                                 | Hans Christer Holund                                                                    |
| 17.                                             | Ski Tour – klasyfikacja końcowa             | Ski Tour – klasyfikacja końcowa             | Ski Tour – klasyfikacja końcowa             | szczegóły | Pål Golberg                                                                       | Simen Hegstad Krüger                                                          | Hans Christer Holund                                                                    |
| 18.                                             | Lahti                                       | 15 km s. klasycznym                         | 29 lutego 2020                              | szczegóły | Iivo Niskanen                                                                     | Aleksandr Bolszunow                                                           | Hans Christer Holund                                                                    |
| 19.                                             | Lahti                                       | Sztafeta 4 × 7,5 km                         | 1 marca 2020                                | szczegóły | Norwegia Pål Golberg · Hans Christer Holund · Sjur Røthe · Johannes Høsflot Klæbo | Szwajcaria Beda Klee · Dario Cologna · Jason Rüesch · Roman Furger            | Rosja I Ilja Semnikow · Aleksandr Biessmiertnych · Dienis Spicow · Andriej Mielniczenko |
| 20.                                             | Konnerud                                    | Sprint s. dowolnym                          | 4 marca 2020                                | szczegóły | Johannes Høsflot Klæbo                                                            | Håvard Solås Taugbøl                                                          | Eirik Brandsdal                                                                         |
| 21.                                             | Oslo                                        | 50 km s. klasycznym (start masowy)          | 8 marca 2020                                | szczegóły | Aleksandr Bolszunow                                                               | Simen Hegstad Krüger                                                          | Emil Iversen                                                                            |
| Sprint Tour (14 – 17 marca 2020)                |                                             |                                             |                                             |           |                                                                                   |                                                                               |                                                                                         |
|                                                 | Québec                                      | Sprint s. klasycznym                        | 14 marca 2020                               | szczegóły | odwołany                                                                          | odwołany                                                                      | odwołany                                                                                |
|                                                 | Québec                                      | Sprint s. dowolnym                          | 15 marca 2020                               | szczegóły | odwołany                                                                          | odwołany                                                                      | odwołany                                                                                |
|                                                 | Minneapolis                                 | Sprint s. dowolnym                          | 17 marca 2020                               | szczegóły | odwołany                                                                          | odwołany                                                                      | odwołany                                                                                |
| 22.                                             | Sprint Tour – klasyfikacja końcowa          | Sprint Tour – klasyfikacja końcowa          | Sprint Tour – klasyfikacja końcowa          | szczegóły | odwołany                                                                          | odwołany                                                                      | odwołany                                                                                |
| Finał Pucharu Świata (20 – 22 marca 2020)       |                                             |                                             |                                             |           |                                                                                   |                                                                               |                                                                                         |
|                                                 | Canmore                                     | 15 km s. dowolnym (start masowy)            | 20 marca 2020                               | szczegóły | odwołany                                                                          | odwołany                                                                      | odwołany                                                                                |
|                                                 | Canmore                                     | 15 km s. klasycznym (bieg pościgowy)        | 21 marca 2020                               | szczegóły | odwołany                                                                          | odwołany                                                                      | odwołany                                                                                |
|                                                 | Canmore                                     | Sztafeta mieszana 2x5 km + 2x7,5 km         | 22 marca 2020                               | szczegóły | odwołany                                                                          | odwołany                                                                      | odwołany                                                                                |
| 23.                                             | Finał Pucharu Świata – klasyfikacja końcowa | Finał Pucharu Świata – klasyfikacja końcowa | Finał Pucharu Świata – klasyfikacja końcowa | szczegóły | odwołany                                                                          | odwołany                                                                      | odwołany                                                                                |
| Zakończenie Sezonu 2019/2020                    |                                             |                                             |                                             |           |                                                                                   |                                                                               |                                                                                         |

## Klasyfikacje

### Kobiety
| Lp.  | Zawodniczka              | Punkty |
| ---- | ------------------------ | ------ |
| 1.   | Therese Johaug           | 2508   |
| 2.   | Heidi Weng               | 1697   |
| 3.   | Natalja Niepriajewa      | 1356   |
| 4.   | Astrid Jacobsen          | 1289   |
| 5.   | Ingvild Flugstad Østberg | 1110   |
| 6.   | Jessica Diggins          | 1078   |
| 7.   | Ebba Andersson           | 891    |
| 8.   | Sadie Maubet Bjornsen    | 855    |
| 9.   | Krista Pärmäkoski        | 829    |
| 10.  | Teresa Stadlober         | 793    |
| ...  |                          |        |
| 118. | Izabela Marcisz          | 2      |
| 121. | Monika Skinder           | 1      |

| Lp. | Zawodniczka              | Punkty |
| --- | ------------------------ | ------ |
| 1.  | Therese Johaug           | 1451   |
| 2.  | Heidi Weng               | 920    |
| 3.  | Ebba Andersson           | 717    |
| 4.  | Natalja Niepriajewa      | 652    |
| 5.  | Ingvild Flugstad Østberg | 644    |
| 6.  | Astrid Jacobsen          | 622    |
| 7.  | Krista Pärmäkoski        | 561    |
| 8.  | Jessica Diggins          | 534    |
| 9.  | Teresa Stadlober         | 520    |
| 10. | Charlotte Kalla          | 477    |
| ... |                          |        |
| 84. | Izabela Marcisz          | 2      |

| Lp. | Zawodniczka            | Punkty |
| --- | ---------------------- | ------ |
| 1.  | Linn Svahn             | 509    |
| 2.  | Jonna Sundling         | 486    |
| 3.  | Anamarija Lampič       | 472    |
| 4.  | Natalja Niepriajewa    | 358    |
| 5.  | Maiken Caspersen Falla | 351    |
| 6.  | Sophie Caldwell        | 338    |
| 7.  | Nadine Fähndrich       | 318    |
| 8.  | Astrid Jacobsen        | 232    |
| 9.  | Maja Dahlqvist         | 220    |
| 10. | Sadie Maubet Bjornsen  | 219    |
| ... |                        |        |
| 87. | Monika Skinder         | 1      |

### Mężczyźni
| Lp.  | Zawodnik             | Punkty |
| ---- | -------------------- | ------ |
| 1.   | Aleksandr Bolszunow  | 2221   |
| 2.   | Johannes Klæbo       | 1726   |
| 3.   | Pål Golberg          | 1311   |
| 4.   | Simen Hegstad Krüger | 1260   |
| 5.   | Sjur Røthe           | 1257   |
| 6.   | Iivo Niskanen        | 1221   |
| 7.   | Hans Christer Holund | 954    |
| 8.   | Siergiej Ustiugow    | 908    |
| 9.   | Emil Iversen         | 875    |
| 10.  | Dario Cologna        | 649    |
| ...  |                      |        |
| 68.  | Dominik Bury         | 70     |
| 90.  | Kamil Bury           | 28     |
| 120. | Maciej Staręga       | 14     |

| Lp. | Zawodnik             | Punkty |
| --- | -------------------- | ------ |
| 1.  | Aleksandr Bolszunow  | 1293   |
| 2.  | Sjur Røthe           | 864    |
| 3.  | Iivo Niskanen        | 840    |
| 4.  | Simen Hegstad Krüger | 776    |
| 5.  | Hans Christer Holund | 694    |
| 6.  | Johannes Klæbo       | 616    |
| 7.  | Emil Iversen         | 443    |
| 8.  | Siergiej Ustiugow    | 435    |
| 9.  | Dario Cologna        | 425    |
| 10. | Pål Golberg          | 365    |
| ... |                      |        |
| 50. | Dominik Bury         | 42     |

| Lp. | Zawodnik               | Punkty |
| --- | ---------------------- | ------ |
| 1.  | Johannes Klæbo         | 550    |
| 2.  | Erik Valnes            | 405    |
| 3.  | Pål Golberg            | 386    |
| 4.  | Federico Pellegrino    | 385    |
| 5.  | Lucas Chanavat         | 373    |
| 6.  | Aleksandr Bolszunow    | 330    |
| 7.  | Gleb Rietiwych         | 325    |
| 8.  | Håvard Solås Taugbøl   | 294    |
| 9.  | Johan Häggström        | 268    |
| 10. | Sindre Bjørnestad Skar | 261    |
| ... |                        |        |
| 62. | Kamil Bury             | 23     |
| 72. | Maciej Staręga         | 14     |

### Puchar Narodów
| Lp. | Państwo           | Punkty |
| --- | ----------------- | ------ |
| 1.  | Norwegia          | 14 521 |
| 2.  | Rosja             | 7542   |
| 3.  | Szwecja           | 6916   |
| 4.  | Finlandia         | 4781   |
| 5.  | Stany Zjednoczone | 3612   |
| 6.  | Szwajcaria        | 2488   |
| 7.  | Francja           | 2428   |
| 8.  | Niemcy            | 1995   |
| 9.  | Włochy            | 1666   |
| 10. | Słowenia          | 1261   |
| ... |                   |        |
| 17. | Polska            | 237    |

| Lp. | Państwo           | Punkty |
| --- | ----------------- | ------ |
| 1.  | Norwegia          | 7191   |
| 2.  | Szwecja           | 4694   |
| 3.  | Stany Zjednoczone | 3228   |
| 4.  | Finlandia         | 2424   |
| 5.  | Rosja             | 2178   |
| 6.  | Niemcy            | 1232   |
| 7.  | Słowenia          | 1051   |
| 8.  | Szwajcaria        | 1000   |
| 9.  | Austria           | 804    |
| 10. | Czechy            | 615    |
| ... |                   |        |
| 17. | Polska            | 43     |

| Lp. | Państwo           | Punkty |
| --- | ----------------- | ------ |
| 1.  | Norwegia          | 7330   |
| 2.  | Rosja             | 5364   |
| 3.  | Finlandia         | 2360   |
| 4.  | Szwecja           | 2222   |
| 5.  | Francja           | 2033   |
| 6.  | Szwajcaria        | 1488   |
| 7.  | Włochy            | 1185   |
| 8.  | Niemcy            | 736    |
| 9.  | Wielka Brytania   | 401    |
| 10. | Stany Zjednoczone | 384    |
| ... |                   |        |
| 14. | Polska            | 192    |

## Wyniki Polaków

### Kobiety
| Zawodniczka         | Ruka 29.11 (SP C) | Ruka 30.12 (10 km C) | Ruka 1.12 (10 km F) | RT | Lillehammer 7.12 (2×7,5 km) | Davos 14.12 (SP F) | Davos 15.12 (10 km F) | Planica 21.12 (SP F) | Lenzerheide 28.12 (10 km F) | Lenzerheide 29.12 (SP F) | Toblach 31.12 (10 km F) | Toblach 1.01 (10 km C) | Val di Fiemme 3.01 (10 km C) | Val di Fiemme 4.01 (SP C) | Val di Fiemme 5.01 (10 km F) | TdS | Drezno 11.01 (SP F) | Nové Město na Moravě 18.01 (10 km F) | Nové Město na Moravě 19.01 (10 km C) | Oberstdorf 25.01 (2×7,5 km) | Oberstdorf 26.01 (SP C) | Falun 8.02 (SP C) | Falun 9.02 (10 km F) | Östersund 15.02 (10 km F) | Östersund 16.02 (10 km C) | Åre 18.02 (SP F) | Meraker 20.02 (34 km F) | Trondheim 22.02 (SP C) | Trondheim 23.02 (15 km C) | ST | Lahti 29.02 (10 km C) | Konnerud 4.03 (SP F) | Oslo 7.03 (30 km C) |
| Weronika Kaleta     | 56                | 76                   | 67                  | 69 | –                           | –                  | –                     | –                    | 70                          | 47                       | 60                      | –                      | –                            | –                         | –                            | –   | 49                  | 55                                   | 53                                   | 54                          | –                       | –                 | –                    | –                         | –                         | –                | –                       | –                      | –                         | –  | –                     | –                    | –                   |
| Magdalena Kobielusz | –                 | –                    | –                   | –  | –                           | –                  | –                     | –                    | –                           | –                        | –                       | –                      | –                            | –                         | –                            | –   | –                   | –                                    | –                                    | 55                          | 63                      | –                 | –                    | –                         | –                         | –                | –                       | –                      | –                         | –  | –                     | –                    | –                   |
| Izabela Marcisz     | 59                | 33                   | 29                  | 39 | –                           | –                  | –                     | –                    | 43                          | 57                       | 36                      | –                      | –                            | –                         | –                            | –   | 54                  | 41                                   | 33                                   | 43                          | 55                      | –                 | –                    | –                         | –                         | –                | –                       | –                      | –                         | –  | –                     | –                    | –                   |
| Eliza Rucka         | –                 | –                    | –                   | –  | –                           | –                  | –                     | –                    | –                           | –                        | –                       | –                      | –                            | –                         | –                            | –   | –                   | –                                    | –                                    | –                           | DNF                     | –                 | –                    | –                         | –                         | –                | –                       | –                      | –                         | –  | –                     | –                    | –                   |
| Monika Skinder      | 32                | 47                   | –                   | –  | –                           | –                  | –                     | –                    | DNF                         | –                        | –                       | –                      | –                            | –                         | –                            | –   | 51                  | –                                    | –                                    | –                           | 30                      | –                 | –                    | –                         | –                         | –                | –                       | –                      | –                         | –  | –                     | –                    | –                   |

### Mężczyźni
| Zawodnik        | Ruka 29.11 (SP C) | Ruka 30.12 (15 km C) | Ruka 1.12 (15 km F) | RT | Lillehammer 7.12 (2×15 km) | Davos 14.12 (SP F) | Davos 15.12 (15 km F) | Planica 21.12 (SP F) | Lenzerheide 28.12 (15 km F) | Lenzerheide 29.12 (SP F) | Toblach 31.12 (15 km F) | Toblach 1.01 (15 km C) | Val di Fiemme 3.01 (15 km C) | Val di Fiemme 4.01 (SP C) | Val di Fiemme 5.01 (10 km F) | TdS | Drezno 11.01 (SP F) | Nové Město na Moravě 18.01 (15 km F) | Nové Město na Moravě 19.01 (15 km C) | Oberstdorf 25.01 (2×15 km) | Oberstdorf 26.01 (SP C) | Falun 8.02 (SP C) | Falun 9.02 (15 km F) | Östersund 15.02 (15 km F) | Östersund 16.02 (15 km C) | Åre 18.02 (SP F) | Meraker 20.02 (34 km F) | Trondheim 22.02 (SP C) | Trondheim 23.02 (30 km C) | ST | Lahti 29.02 (15 km C) | Konnerud 4.03 (SP F) | Oslo 8.03 (50 km C) |
| Dominik Bury    | 90                | 62                   | 19                  | 46 | –                          | 65                 | 41                    | –                    | 45                          | 66                       | 24                      | 21                     | 28                           | 40                        | 23                           | 24  | –                   | 36                                   | 33                                   | 30                         | –                       | –                 | –                    | 47                        | 47                        | 71               | 30                      | 45                     | DNF                       | –  | –                     | –                    | –                   |
| Kamil Bury      | 54                | 73                   | 66                  | 65 | –                          | 67                 | 60                    | 54                   | 71                          | 47                       | 42                      | 45                     | 44                           | 27                        | 35                           | 42  | –                   | –                                    | –                                    | –                          | 27                      | 51                | DNS                  | 77                        | 81                        | 59               | 63                      | 16                     | –                         | –  | –                     | –                    | –                   |
| Mateusz Haratyk | –                 | –                    | –                   | –  | –                          | –                  | 79                    | –                    | –                           | –                        | –                       | –                      | –                            | –                         | –                            | –   | 73                  | 65                                   | 59                                   | 59                         | –                       | –                 | –                    | –                         | –                         | –                | –                       | –                      | –                         | –  | –                     | –                    | –                   |
| Michał Skowron  | –                 | –                    | –                   | –  | –                          | –                  | –                     | –                    | –                           | –                        | –                       | –                      | –                            | –                         | –                            | –   | –                   | 72                                   | 67                                   | LPD                        | 70                      | –                 | –                    | –                         | –                         | –                | –                       | –                      | –                         | –  | –                     | –                    | –                   |
| Maciej Staręga  | 56                | 66                   | 76                  | 76 | –                          | 38                 | –                     | 53                   | 82                          | 35                       | DNS                     | –                      | –                            | –                         | –                            | –   | 43                  | –                                    | –                                    | –                          | 38                      | 44                | 73                   | 84                        | 77                        | 19               | 71                      | 37                     | –                         | –  | –                     | 29                   | –                   |